# 467 a. C.
El año 467 a. C. fue un año del calendario romano prejuliano. En el Imperio romano se conocía como el Año del consulado de Mamerco y Vibulano (o, menos frecuentemente, año 287 Ab urbe condita). 

## Acontecimientos
- Tras la muerte de su hermano, Hierón I, Trasíbulo se convierte en tirano de Siracusa.
- Primera edición conocida de Los siete contra Tebas, del dramaturgo griego Esquilo.
- Cimón de Atenas derrota a los persas en Eurimedonte.

## Fallecimientos
- Hierón I, tirano de Siracusa.

- Datos: Q235831